# Джовані Ло Сельсо
Джовані Ло Сельсо (ісп. Giovani Lo Celso, нар. 9 квітня 1996, Росаріо) — аргентинський футболіст, півзахисник клубу «Тоттенгем Готспур» та національної збірної Аргентини.
Виступав, зокрема, за  «Парі Сен-Жермен», у складі якого став чемпіоном Франції та дворазовим володарем кубка Франції, та  «Реал Бетіс». 

## Клубна кар'єра
Народився 9 квітня 1996 року в місті Росаріо. Вихованець футбольної школи клубу «Росаріо Сентраль» з рідного міста.
У 2014 році він був включений до заявки основної команди й 19 липня 2015 року в матчі проти «Велес Сарсфілд» Джованні дебютував у аргентинській Прімері, замінивши у другому таймі Віктора Саласара. У своєму дебютному сезоні він допоміг «Росаріо» вийти у фінал Кубка Аргентини. 25 лютого 2016 року в поєдинку проти уругвайського «Насьйоналя» Ло Сельсо дебютував у Кубку Лібертадорес. Через три дні в матчі проти «Колона» він забив свій перший гол за «Росаріо Сентраль».
27 липня 2016 року Ло Сельсо підписав п'ятирічний контракт із французьким «Парі Сен-Жерменом». Сума трансферу склала 8,5 млн фунтів. За умовами угоди ще пів року Джованні мав провести в «Росаріо Сентраль» на правах оренди. На початку 2017 року Ло Сельсо повернувся в ПСЖ. 22 квітня в матчі проти «Монпельє» він дебютував у Лізі 1, замінивши у другому таймі Марко Верратті. 3 лютого 2018 року в поєдинку проти «Лілля» Джованні забив свій перший гол за ПСЖ. У 2018 році Ло Сельсо став чемпіоном Франції. Відіграв за паризьку команду 36 матчів у національному чемпіонаті.
До складу клубу «Реал Бетіс» приєднався 2018 року на правах оренди. Станом на 12 травня 2019 року відіграв за клуб з Севільї 32 матчі в національному чемпіонаті. Після першого вдалого сезону іспанський клуб викупив контракт Ло Сельсо у парижан, і з літа 2019 він повноцінно приєднався до «Бетісу». Втім, уже в серпні 2019 Ло Сельсо був відданий в оренду до англійського «Тоттенгем Готспур».
Контракт Ло Сельсо був викуплений «Тоттенгемом» 28 січня 2020 року, нова угода діяла до літа 2025 року. У сезоні 2020–21 Ло Сельсо забив свої перші голи в сезоні, коли зробив дубль у переможній грі проти «Маккабі» в матчі плей-оф Ліги Європи з рахунком 7–2. 21 листопада 2020 року Ло Сельсо забив свій перший гол у Прем'єр-лізі через 35 секунд після того, як вийшов на заміну в матчі проти «Манчестер Сіті», що допомогло здобути перемогу з рахунком 2:0. 
31 січня 2022 року Ло Сельсо приєднався до «Вільярреалу» на правах оренди до кінця сезону 2021–2022 років.

## Виступи за збірну
2016 року захищав кольори олімпійської збірної Аргентини на Олімпійських іграх у Ріо-де-Жанейро, зігравши у трьох матчах.
11 листопада 2017 року в товариському матчі проти збірної Росії Ло Сельсо дебютував у складі національної збірної Аргентини. Наступного року у складі збірної був учасником чемпіонату світу 2018 року у Росії.
| Дата       | Місто          | Господарі | Результат | Гості     | Турнір                                 | Голи | Примітки |
| ---------- | -------------- | --------- | --------- | --------- | -------------------------------------- | ---- | -------- |
| 11-11-2017 | Москва         | Росія     | 0 – 1     | Аргентина | товариський матч                       | -    | 59'      |
| 14-11-2017 | Краснодар      | Аргентина | 2 – 4     | Нігерія   | товариський матч                       | -    | 58'      |
| 23-3-2018  | Манчестер      | Аргентина | 2 – 0     | Італія    | товариський матч                       | -    | 76'      |
| 29-5-2018  | Буенос-Айрес   | Аргентина | 4 – 0     | Гаїті     | товариський матч                       | -    | 59'      |
| 7-9-2018   | Лос-Анджелес   | Аргентина | 3 – 0     | Гватемала | товариський матч                       | 1    |          |
| 12-9-2018  | Іст-Ратерфорд  | Колумбія  | 0 – 0     | Аргентина | товариський матч                       | -    | 70'      |
| 16-10-2018 | Джидда         | Бразилія  | 1 – 0     | Аргентина | товариський матч                       | -    | 64' 73'  |
| 16-11-2018 | Кордова        | Аргентина | 2 – 0     | Мексика   | товариський матч                       | -    | 67'      |
| 21-11-2018 | Мендоса        | Аргентина | 2 – 0     | Мексика   | товариський матч                       | -    | 59'      |
| 22-3-2019  | Мадрид         | Аргентина | 1 – 3     | Венесуела | товариський матч                       | -    | 54' 78'  |
| 26-3-2019  | Танжер         | Марокко   | 0 – 1     | Аргентина | товариський матч                       | -    | 79'      |
| 8-6-2019   | Сан-Хуан       | Аргентина | 5 – 1     | Нікарагуа | товариський матч                       | -    |          |
| 15-6-2019  | Салвадор       | Аргентина | 0 – 2     | Колумбія  | Копа Америка 2019 - 1-й раунд          | -    |          |
| 19-6-2019  | Белу-Оризонті  | Аргентина | 1 – 1     | Парагвай  | Копа Америка 2019 - 1-й раунд          | -    |          |
| 23-6-2019  | Порту-Алегрі   | Катар     | 0 – 2     | Аргентина | Копа Америка 2019 - 1-й раунд          | -    | 42' 55'  |
| 28-6-2019  | Ріо-де-Жанейро | Венесуела | 0 – 2     | Аргентина | Копа Америка 2019 - чвертьфінал        | 1    | 68'      |
| 2-7-2019   | Белу-Оризонті  | Бразилія  | 2 – 0     | Аргентина | Копа Америка 2019 - півфінал           | -    | 67'      |
| 6-7-2019   | Сан-Паулу      | Аргентина | 2 – 1     | Чилі      | Копа Америка 2019 - матч за 3-тє місце | -    | 90'      |
| Усього     |                | Матчів    | 18        |           | Голів                                  | 2    |          |

## Титули та досягнення

### Збірна
- Володар Кубка Америки (1):

Аргентина: 2021
- Бронзовий призер Кубка Америки (1):

Аргентина: 2019
- Переможець Суперкласіко де лас Амерікас (1):

Аргентина: 2019
- Володар Кубка чемпіонів КОНМЕБОЛ–УЄФА (1):

Аргентина: 2022

### Клубні
- Чемпіон Франції (1):

«Парі Сен-Жермен»: 2017-18
- Володар Кубка Франції (2):

«Парі Сен-Жермен»: 2016-17, 2017-18
- Володар Кубка французької ліги (2):

«Парі Сен-Жермен»: 2016-17, 2017-18
- Володар Суперкубка Франції (2):

«Парі Сен-Жермен»: 2017, 2018